# Zygmunt Modzelewski
Zygmunt Modzelewski (* 15. April 1900 in Częstochowa, Russisch-Polen; † 18. Juni 1954 in Warschau) war ein polnischer Politiker und Ökonom.

## Leben
Modzelewski stammte aus einer Arbeiterfamilie und studierte auf der Universität und der Schule der Politischen Wissenschaften in Paris; 1928 promovierte er in Wirtschaftswissenschaften (1951 auch in Philosophie). 1951 wurde er ordentlicher Professor und 1952 Mitglied der Polnischen Akademie der Wissenschaften (Polska Akademia Nauk, PAN).
Seit 1917 war Modzelewski Mitglied der Sozialdemokratie des Königreichs Polen und Litauens (poln.: Socjaldemokracja Królestwa Polskiego i Litwy), seit 1918 der Kommunistischen Partei der Republik Polen (später KPP, Kommunistische Partei Polens, Komunistyczna Partia Polski). 1923–1927 hielt er sich in Frankreich auf (er reiste mit falschem Pass aus, ausgestellt auf den Namen Fiszer), gehörte der Kommunistischen Partei Frankreichs (KPF) an, von 1924 bis 1925 sogar als Mitglied des Zentralkomitees. Von 1937 bis 1945 lebte er in der UdSSR, war dort Mitglied des Bunds Polnischer Patrioten, saß im Zentralbüro der Polnischen Kommunisten und wurde 1944 erster Direktor der Agentur Polpress. Seit 1944 war er Mitglied der Polnischen Arbeiterpartei (PPR) und ihres Zentralkomitees von 1945 bis 1948.
1945 wurde Modzelewski Botschafter der Republik Polen in der UdSSR, 1945–1947 Unterstaatssekretär im Außenministerium, 1947–1951 Außenminister. Ab 1951 war er Mitarbeiter (und Rektor) des Instituts der Gesellschaftswissenschaften beim ZK der Polnischen Vereinigten Arbeiterpartei (PZPR, dt.: PVAP). Er gehörte zugleich auch der Partei und ihrem Zentral-Komitee an. 1952 bis 1954 war er Mitglied der Rada Państwa, des Staatsrates. Zygmunt Modzelewski starb 1954.

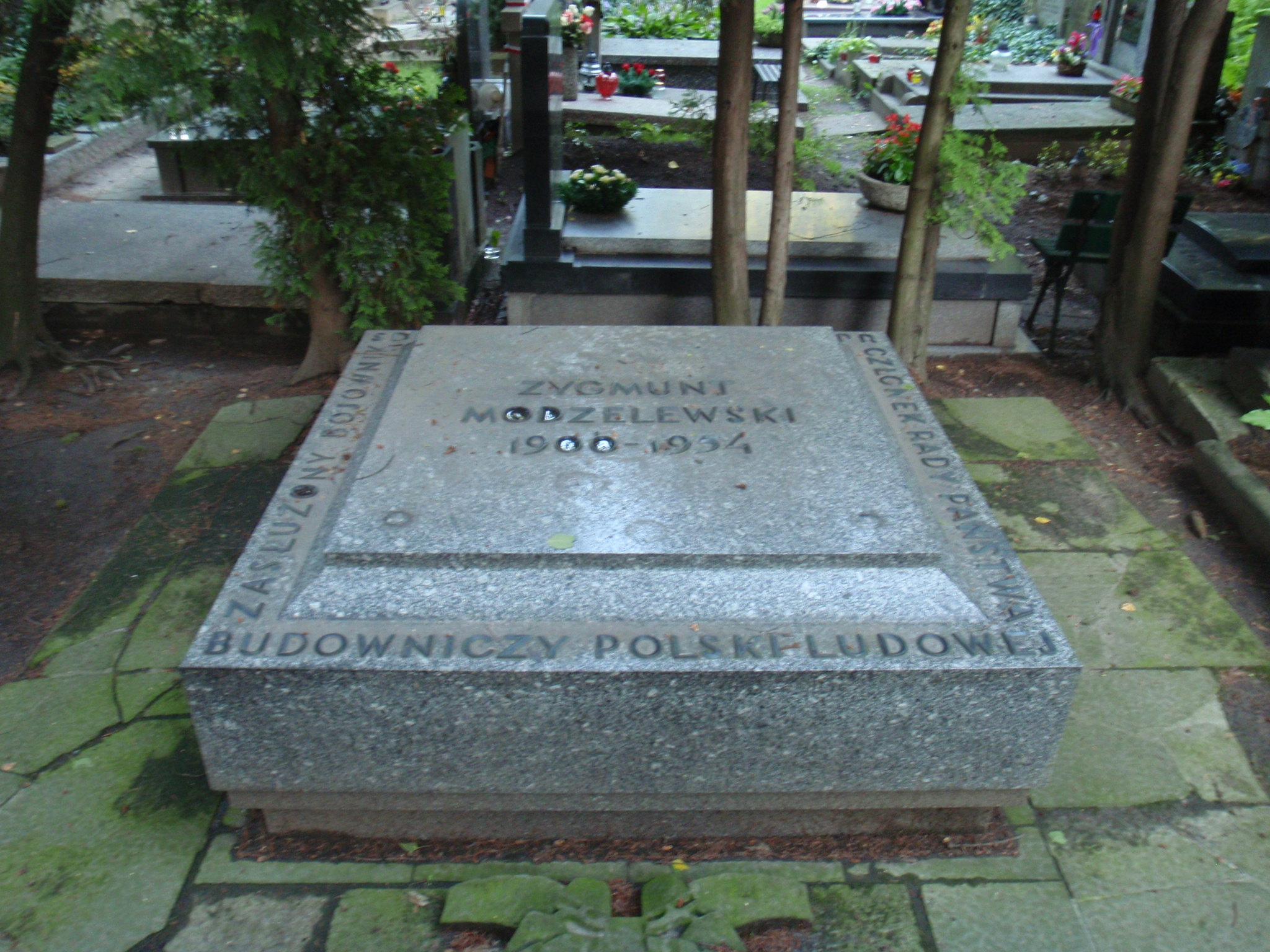
Grab Modzelewskis

Modzelewski war Abgeordneter des Krajowa Rada Narodowa KRN, einer parlamentsähnlichen Versammlung in den Ausgangsjahren des Zweiten Weltkriegs in Polen, des provisorischen Sejm nach dem Krieg ab 1945, sowie des Sejms der ersten Legislaturperiode, der aus den gefälschten Sejmwahl in Polen 1947 hervorging. 1954 erhielt er den Orden für den Aufbau Volkspolens.
Zygmunt Modzelewski war der Adoptivvater Karol Modzelewskis, des Namensgebers der Gewerkschaft Solidarność.